# 国崎望久太郎
国崎 望久太郎（くにさき もくたろう、1910年（明治43年）4月21日 - 1989年（平成元年）11月1日）は、日本文学研究者・歌人。立命館大学名誉教授。

## 生涯
福岡県山門郡大和町（現柳川市）生まれ。1931年第七高等学校中退。1936年東洋大学文学部国文科卒、同年7月九州帝国大学法文学部中退、立命館大学専門学部講師、1940年教授、1945年立命館大学予科教授、1947年4月立命館大学法文学部教授、5月退職、6月杉森女子学園講師、1950年福岡県立伝習館高等学校講師、1951年教諭、1953年立命館大学図書館副館長、1955年立命館大学専任講師、1957年教授、1961年 東洋大学文学博士。1966年から1968年まで立命館大学図書館長、1976年定年退任、名誉教授、園田学園女子大学教授。1989年11月1日、脳梗塞のため死去。
短歌を詠み、1929年には歌誌『ポトナム』に入会し、同誌の選者を務めた。門下に上田博、木股知史、真下厚などがいる。

## 著書
- 『詩歌と環境』立命館出版部、1942
- 『風雅方寸』立命館出版部、1942
- 『正岡子規』創元社 日本文学新書、1956 のち日本図書センター復刊
- 『日本文学の古典的構造』法律文化社、1958
- 『近代短歌史研究』桜楓社出版、1960
- 『啄木論序説』法律文化社、1960 のち日本図書センター復刊
- 『啄木とその前後』桜楓社、1971
- 『自然と韻律』沖積舎、1982
- 『秋雪 歌集』短歌新聞社、1986 ポトナム叢書

### 記念論集
- 『日本文学の重層性』国崎望久太郎博士古稀記念論集刊行会編桜楓社、1980